# Zoborožec sumbský
Zoborožec sumbský (Rhyticeros everetti) je druh zoborožce, který se endemicky vyskytuje na indonéském ostrově Sumba.  

## Systematika
Zoborožce sumbského formálně popsal v roce 1898 zoolog a bankéř Lionel Walter Rothschild, druhý baron Rothschild. Druhové jméno everetti odkazuje k britskému úředníku, zoologovi a sběrateli Alfredu Hartu Everettovi, který působil ve 2. polovině 19. století v jihovýchodní Asii. Druh byl původně řazen do rodu Aceros, avšak moderní taxonomie jej zařazuje do rodu Rhyticeros. Jedná se o monotypický taxon.

## Výskyt
Může se vyskytovat v různých biotopech, avšak nejraději má nížinaté (semi)stálezelené pralesy se vzrostlými stromy a hustým stromovým baldachýnem. Ve fragmentovaných lescích o rozloze menší než 10 km² se vyskytuje pouze vzácně. Může se objevovat i v sekundárním lese.

## Popis

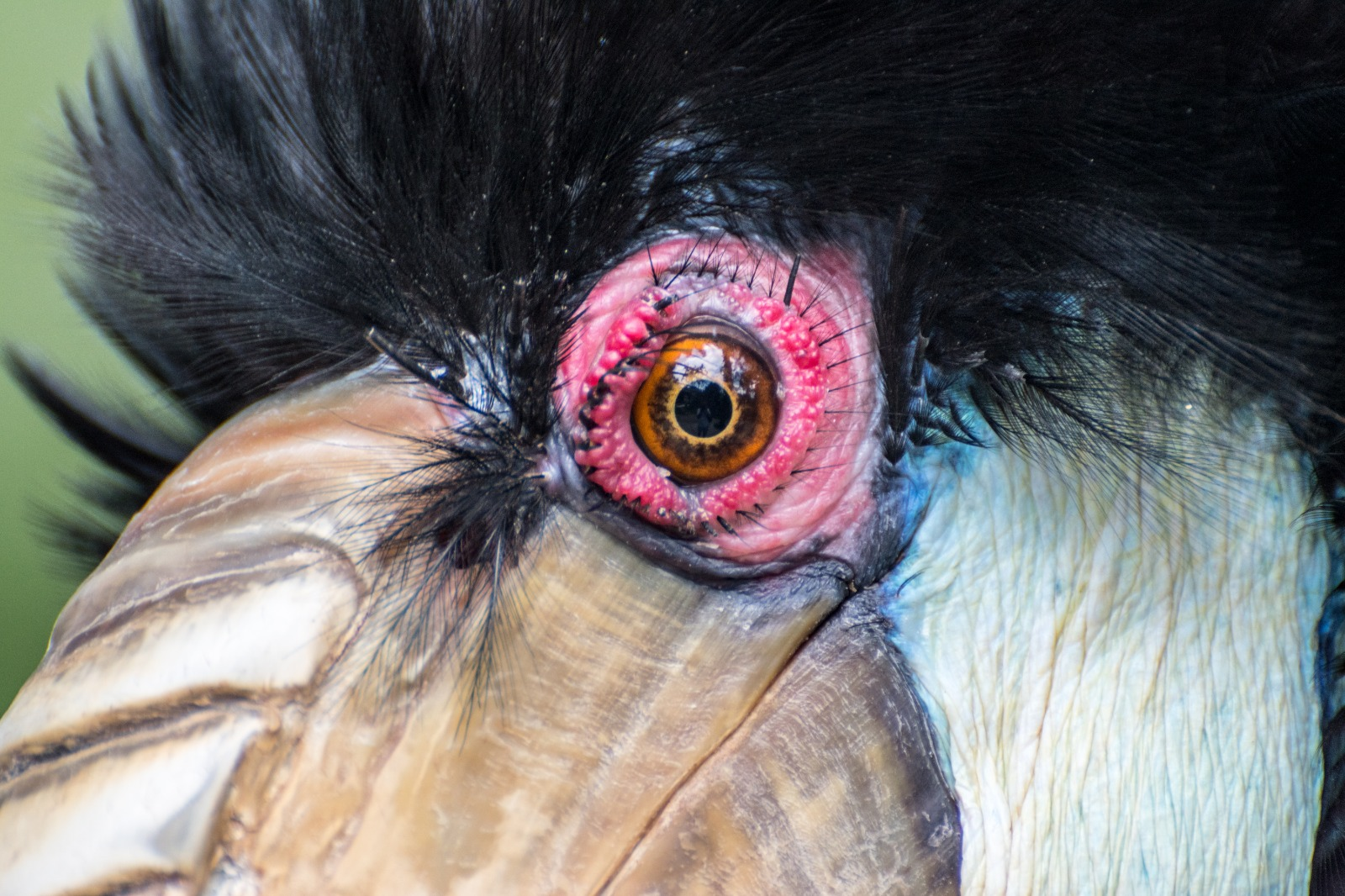
Detail oka

Výška těla se pohybuje kolem 55 cm. Samec má hlavu a krk tmavě hnědou, samice černou. Zbytek těla je u obou pohlaví stejný. Tělo, křídla i ocas jsou černé, přičemž horní část těla má kovově lesklý odlesk. Zobák má na horní čelisti posazenou nízkou přilbici s příčnými hlubokými rýhami. Přilbice i zobák jsou bledě žluté, zobák má na střední části obou čelistí červenohnědou skvrnu. Neopeřená kůže kolem očí je tmavě modrá, oční víčka jsou růžová. Neopeřené hrdlo je bledě modré až tmavě modré. Duhovky jsou červenohnědé, nohy černé. V rámci svého habitatu je nezaměnitelný, jelikož se jedná o jediného zoborožce na ostrově Sumba.

## Biologie

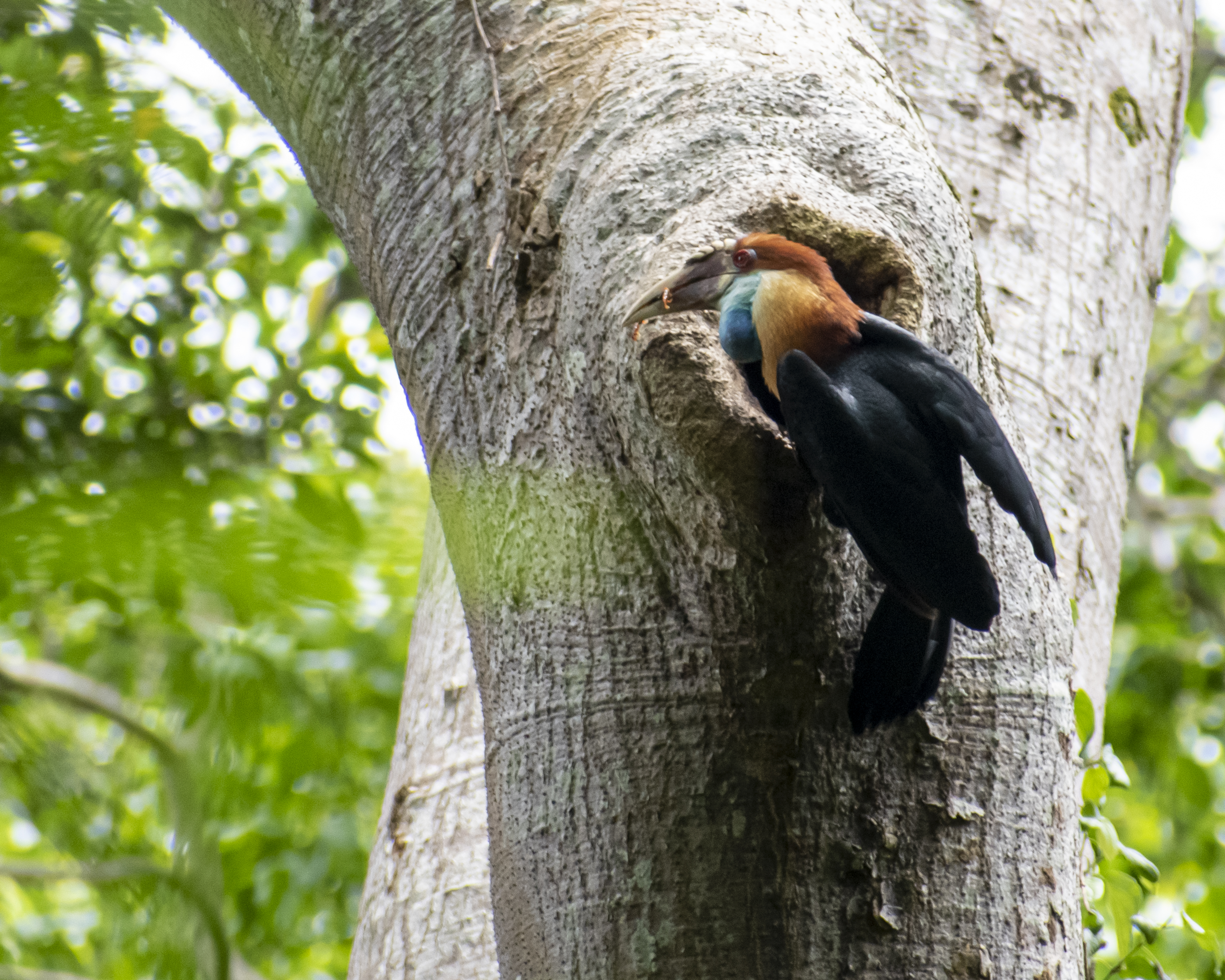
Zoborožec sumbský

Do jídelníčku zoborožce sumbského patří hlavně ovoce včetně fíků. Typicky se krmí v páru, občas v menších hejnech do 15 jedinců. Může hřadovat ve skupinách až do 70 zoborožců. Hnízdí snad od června do ledna v dutinách vzrostlých stromů, zejména Tetrameles nudiflora z řádu tykvotvarých.

## Ohrožení a početnost
Mezinárodní svaz ochrany přírody (IUCN) považuje ve své vyhodnocující zprávě o stavu populace z roku 2020 zoborožce sumbského za ohrožený druh, jehož populace rapidně klesá. Klíčovým důvodem poklesu je úbytek přirozeného prostředí, ke kterému dochází z důvodu těžby dřeva a přeměně lesů na zemědělské plochy. Tento zoborožec je zvláště citlivý na úbytek pralesů, protože se zdá, že nemůže dlouhodobě přežít ve fragmentovaných lesích a k životu potřebuje kus lesa alespoň o rozloze 10 km². V minulosti byl druh loven na maso. Celková populace se v roce 2020 odhadovala na 1000–2000 dospělců